# Prasat Ban Phlai

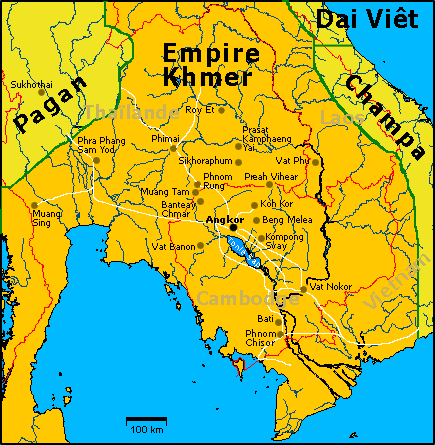
Principaux sites khmers

Le Prasat Ban Phlai est un temple khmer situé en Thaïlande, dans la province de Surin. Les linteaux en grès trouvés sur le site laissent supposer que c'était un sanctuaire hindouiste dédié à Shiva. On date sa construction de la seconde moitié du XIe siècle.
Il comportait trois tours-sanctuaires (prangs) en brique polie, dont une, celle située au sud, est aujourd'hui complètement en ruines. Les trois tours reposent sur une plateforme unique en latérite et sont orientées à l'est. Comme fréquemment, seules les portes autres que celles donnant à l'est sont de fausses portes.

## Photographies

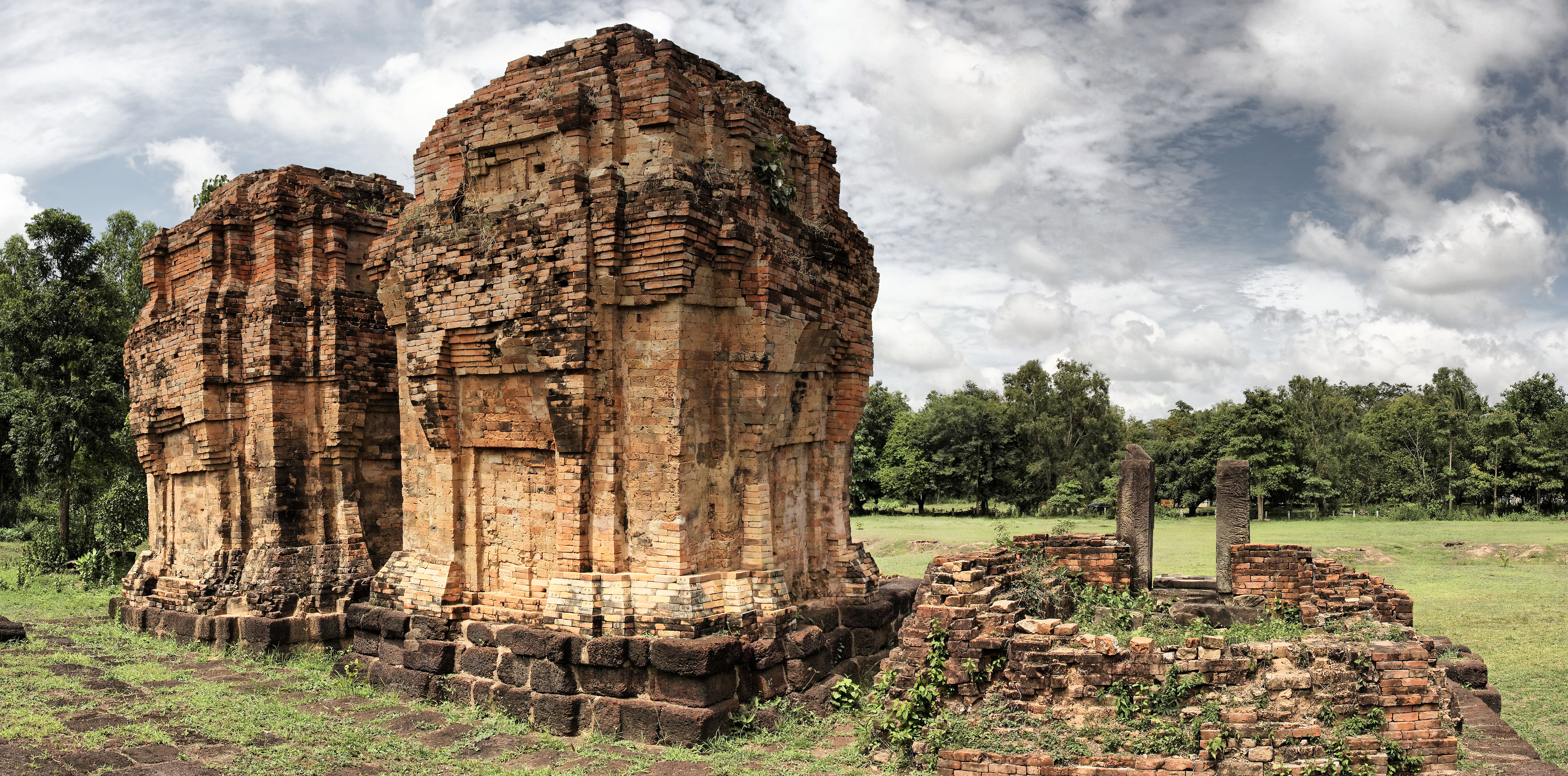
Vue sud-ouest des 3 prangs
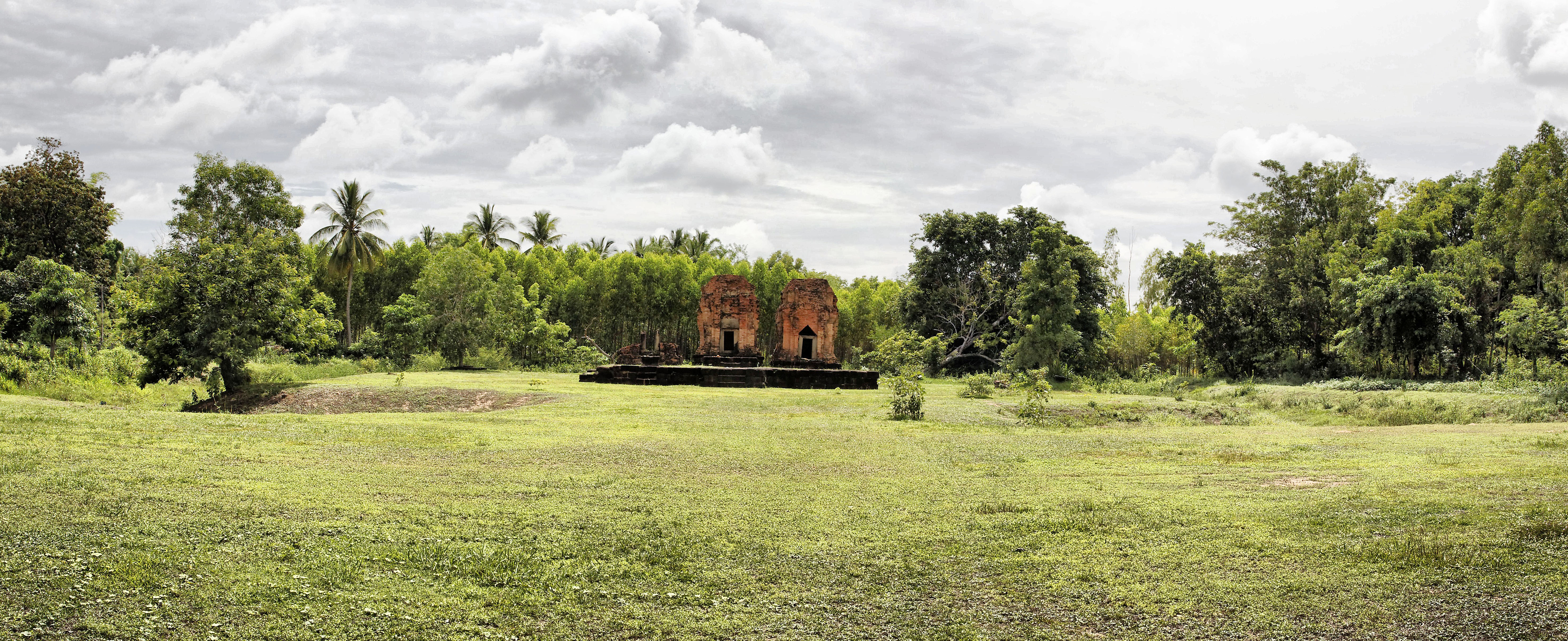
Vue d'ensemble du site
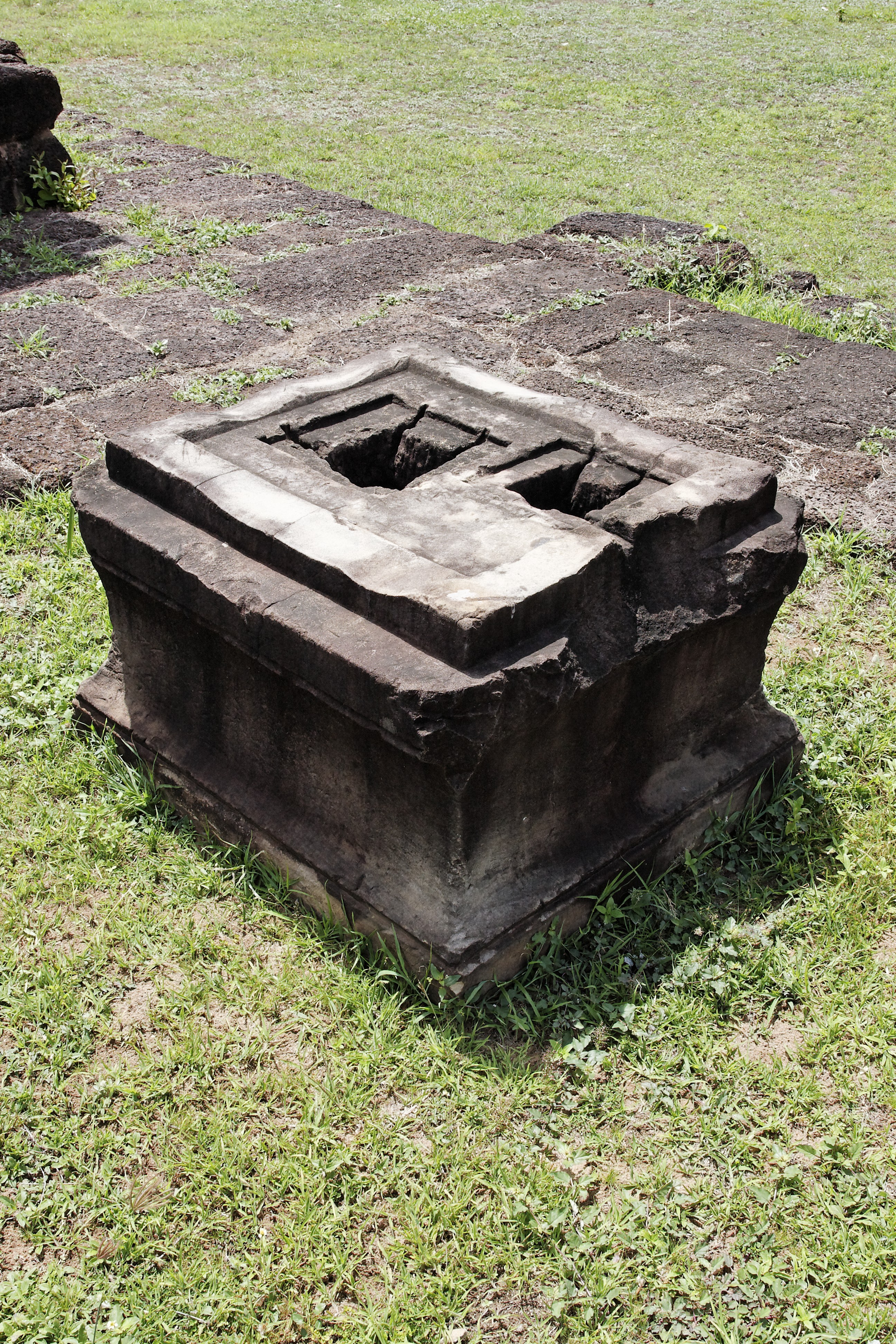
Un socle destiné à un linga